# Симойнс

Симойнс на карте штата.

Симойнс (порт. Simões) — муниципалитет в Бразилии, входит в штат Пиауи. Составная часть мезорегиона Юго-восток штата Пиауи. Входит в экономико-статистический микрорегион Алту-Медиу-Канинде. Население составляет 14 180 человек на 2010 год. Занимает площадь 1071,541 км². Плотность населения — 13,23 чел./км².

## Демография
Согласно сведениям, собранным в ходе переписи 2010 г. Национальным институтом географии и статистики (IBGE), население муниципалитета составляет:
| Полное население                               | Полное население                               | Полное население                               | Полное население                               | 14 180 |
| ---------------------------------------------- | ---------------------------------------------- | ---------------------------------------------- | ---------------------------------------------- | ------ |
| в том числе:                                   | Городское население                            | 5689                                           | Процент городского населения, %                | 40,12  |
|                                                | Сельское население                             | 8491                                           | Процент сельского населения, %                 | 59,88  |
|                                                | Мужское население                              | 7078                                           | Процент мужского населения, %                  | 49,92  |
|                                                | Женское население                              | 7102                                           | Процент женского населения, %                  | 50,08  |
| Плотность населения, чел/км²                   | Плотность населения, чел/км²                   | Плотность населения, чел/км²                   | Плотность населения, чел/км²                   | 13,23  |
| Население муниципалитета в % к населению штата | Население муниципалитета в % к населению штата | Население муниципалитета в % к населению штата | Население муниципалитета в % к населению штата | 0,45   |

По данным оценки 2016 года население муниципалитета составляет 14 411 жителей.

## Статистика
- Валовой внутренний продукт на 2003 год составляет 19 007 205,00 реалов (данные: Бразильский институт географии и статистики).
- Валовой внутренний продукт на душу населения на 2003 год составляет 1390,23 реалов (данные: Бразильский институт географии и статистики).
- Индекс развития человеческого потенциала на 2000 год составляет 0,565 (данные: Программа развития ООН).